# Ворона и кувшин
«Ворона и кувшин» — одна из басен Эзопа, занесённая в индекс Перри под номером 390.
Эта история связана с наблюдением за поведением врановых, которое, как подтвердили современные научные исследования, является целенаправленным и указывает на причинное знание, а не просто на оперантное обусловливание.

## Басня и её мораль
Сюжет басни лёг в основу одного из стихотворений древнегреческого поэта I века Бианора. Она также была включена в сборник басен Псевдо-Досифея II века, а впоследствии появилась в сборнике стихов римского поэта-баснописца IV—V веков Авиана.
В басне рассказывается об испытывающей жажду вороне, которая натыкается на кувшин с небольшим количеством воды на дне. Ворона не может достать её с помощью своего клюва. Не сумев опрокинуть сосуд, птица бросает в него камешки один за другим, пока вода не поднимется до верха кувшина, позволяя ей напиться. Из истории Авиан выводит мораль, в которой восхваляет достоинство изобретательности, отмечая что, что вдумчивость превосходит грубую силу. Другие рассказчики этой истории выделяют настойчивость вороны. В издании Фрэнсиса Барлоу басню иллюстрирует пословица «Необходимость — мать изобретения», а в пересказе басни начала XX века цитируется пословица «Где есть воля, там находится и решение».
История отображения сюжета этой басни в визуальном искусстве может восходить к римским временам: так, одна из сохранившихся мозаик того периода, вероятно, иллюстрирует историю о вороне и кувшине. К более современным предметам искусства относятся английские изразцы XVIII и XIX веков, а также американская фреска Джастина К. Грюэля (1889—1978), созданная для школы в Коннектикуте. При этом характер самой истории исключает возможность большого количества вариаций для композиции в её иллюстрировании. Наибольшим разнообразием отличается изображение типа сосуда: на протяжении веков он варьировался от скромного глиняного горшка до искусно сделанных древнегреческих кувшинов.

## Сюжет басни в науке
Римский натуралист Плиний Старший первым отметил то, что эта история отражает реальное поведение врановых. В августе 2009 года исследование, опубликованное в журнале Current Biology, показало, что грачи, родственные воронам, ведут себя точно так же, как ворона из басни, когда попадают в аналогичную ситуацию. Этолог Никола Клейтон, также взяв сюжет басни за отправную точку, выяснил, что другие врановые также способны проявлять схожее мышление. Евразийские сойки догадывались бросать камни в кувшин с водой, чтобы поднять уровень воды. Дальнейшие исследования показали, что птицы осознавали, что кувшин должен содержать жидкость, а не твёрдое вещество, чтобы их уловка работала, а также то обстоятельство, что бросаемые ими предметы в него должны тонуть, а не плавать. Новокаледонские вороны действовали аналогично, но западные кустарниковые сойки оказались неспособны решить эту задачу. Научные эксперименты над интеллектом птиц по наблюдению за тем, как евразийская сойка использует инструменты в дикой природе или в неволе показали, что когнитивная система в семействе врановых развилась раньше, чем считалось ранее, поскольку стало известно, что не являющиеся близкородственными их представители получают высокие баллы по тестам интеллекта, причем некоторые виды превосходят птичью шкалу IQ. Неродственные им большехвостые граклы также успешно проходят этот тест благодаря своей поведенческой гибкости. Подобное пользование инструментами наблюдалось у человекообразных обезьян. Таким образом, учёные провели параллель между своими выводами и сюжетом басни.